# Charibert I.

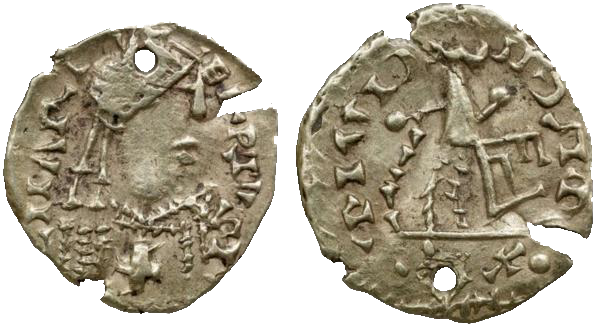
Münze Chariberts I.

Charibert I. (* um 520; † 567) war ein Frankenkönig aus dem Geschlecht der Merowinger. Er regierte von 561 bis 567.
Charibert war der drittälteste Sohn des Königs Chlothar I. und der Königin Ingund(e). Chlothar, einer der Söhne des Reichsgründers Chlodwig I., hatte das Frankenreich, das er 511 mit drei Brüdern geteilt hatte, zuletzt nach dem Tod seiner Brüder unter seiner Herrschaft wiedervereinigt. Als Chlothar 561 starb, waren die beiden ältesten Söhne aus seiner Ehe mit Ingund bereits gestorben; am Leben waren außer Charibert noch zwei jüngere Söhne Ingunds, Guntram I. (Gunthchramn) und Sigibert I., sowie deren Halbbruder Chilperich I. aus der späteren Ehe Chlothars mit Ingunds Schwester Arnegunde.
Diese vier Erben teilten das Reich untereinander auf, wobei jeder einen Teil des Reichskerns zwischen Rhein und Loire und einen Teil der seit Chlodwigs Expansionskriegen hinzugekommenen Eroberungen südlich der Loire erhielt. Charibert als der älteste bekam die Residenzstadt Paris und den Hauptteil der Gebiete im Süden, darunter Bordeaux, Limoges, Cahors, Poitiers und Albi, im Norden unter anderem Chartres, Rouen, Tours, Angers, Nantes.
Charibert hatte vier Ehefrauen. Die erste war Ingoberga, die anscheinend aus einer vornehmen Familie stammte. Mit ihr hatte er eine Tochter, Bertha, die er mit dem heidnischen König Æthelberht (Aedilberct) von Kent verheiratete. Später trennte er sich von Ingoberga und verband sich mit Merofled, der Tochter eines Wollkämmers (artifex lanarius) aus Ingobergas Gesinde, sowie mit Theudogild, der Tochter eines Schäfers, und schließlich nach 562 noch mit Merofleds Schwester Marcoveifa. Die Chronologie ist nicht eindeutig geklärt; es handelte sich offenbar nicht um Konkubinate, sondern um wirkliche Ehen, denn die Frauen wurden als Königinnen bezeichnet. Marcoveifa war zuvor Nonne gewesen; daher wurde das Paar vom Bischof Germanus von Paris exkommuniziert. Dieses Problem löste sich durch Marcoveifas Tod.
Bei seinem frühen Tod 567 hinterließ Charibert keinen Sohn. Daher teilten seine Brüder Guntram I., Sigibert I. und Chilperich I. sein Reich untereinander auf.
Neben Bertha hatte Charibert noch weitere Kinder: Berthefled, wohl eine Tochter Merofleds, die nach 589 starb, einen Sohn von Theudogild, der gleich nach der Geburt starb, und eine Tochter wohl auch von Theudogild, Chrodieldis, die erst in Sainte-Croix in Poitiers ins Kloster ging, dieses aber später verließ und nach 590 starb.